# Michele Padovano
Michele Padovano (ur. 28 sierpnia 1966 w Turynie) – włoski piłkarz w czasie kariery grający na pozycji napastnika. W Juventusie grał w latach 1995–1997 (wystąpił w 41 meczach, zdobył 12 goli). Michele swoją piłkarską karierę zakończył w 2001 roku.